# Acyl

obecný vzorec acylové skupiny

Acyl je v organické chemii obecně funkční skupina formálně odvozená od karboxylové kyseliny odtržením OH skupiny.
Zavedení acylové skupiny do molekuly se nazývá acylace, příkladem je Friedelova-Craftsova acylace.
| název     | vzorec       | příslušná kyselina  | poznámka                       |
| --------- | ------------ | ------------------- | ------------------------------ |
| formyl    | HCO-         | kyselina mravenčí   | aldehydová skupina             |
| acetyl    | CH3CO-       | kyselina octová     | zkratka: Ac-                   |
| propionyl | CH3CH2CO-    | kyselina propionová | preferovaný název: propanoyl   |
| butyryl   | CH3CH2CH2CO- | kyselina máselná    | preferovaný název: butanoyl    |
| benzoyl   | C6H5CO-      | kyselina benzoová   | zkratka: Bz-; neplést s benzyl |
| karbamoyl | NH2CO-       | kyselina karbamová  | amidová skupina                |